# Lluís Llach
Lluís Llach i Grande (Gerona, 7 de mayo de 1948) es un músico y cantautor español de lengua catalana, que perteneció al grupo de Els Setze Jutges y que puede considerarse como uno de los abanderados de la Nova Cançó catalana. Su canción más popular y más comprometida ha sido L'Estaca compuesta en el año 1968, que Jacek Kaczmarski adaptó como himno no oficial del sindicato polaco Solidaridad, y que se convirtió en 1997 en el himno oficial del club de rugby Union Sportive Arlequins Perpignan de Perpiñán (Francia). También ha sido la canción de la Revolución tunecina en 2011. Por las diferentes prohibiciones que le hicieron para poder interpretar sus canciones durante la dictadura franquista tuvo que exiliarse[cita requerida] durante un tiempo en París. En septiembre de 1979 se convirtió en el primer cantante no operístico en actuar en el Gran Teatro del Liceo de Barcelona, donde presentó Somniem.
En julio de 2015 se sumó al proyecto soberanista de Junts pel Sí (JxSí), coalición creada para participar en las elecciones al Parlamento de Cataluña del 27 de septiembre con el objetivo de contribuir al proceso de declaración de independencia, y participó en las elecciones liderando la lista de la formación por la circunscripción de Gerona. Desde el 26 de octubre de 2015 al 27 de octubre de 2017 fue diputado en el Parlamento de Cataluña.
El 14 de noviembre de 2017 se anunció que Lluís Llach no iría en ninguna lista electoral en las elecciones autonómicas de Cataluña del 21 de diciembre de 2017.
Desde 1 de junio de 2024 es el nuevo presidente de la Asamblea Nacional Catalana (ANC).

## Biografía

### Infancia en Verges
Es hijo de un médico de pueblo, Josep Maria Llach, de una familia de terratenientes, que después de combatir en el Requeté durante la guerra civil española consiguió plaza en el pueblo ampurdanés de Verges (provincia de Gerona), del que llegó a ser alcalde entre 1950 y 1963; y de madre maestra, María Grande, nacida en Porrera (Tarragona), de familia extremeña, que había recibido una educación burguesa en Barcelona. Su familia paterna estaba vinculada al carlismo, habiendo sido su bisabuelo Joaquín Llach jefe de la Comunión Tradicionalista en la provincia de Gerona. Vivió su infancia en este pequeño pueblo situado en el Bajo Ampurdán, comarca de la que siempre se ha declarado un enamorado. No ha perdido nunca estas raíces y todavía hoy participa cada Semana Santa en la famosa procesión de la Danza de la Muerte y tiene una residencia en el pueblo vecino de Parlabá.
Nacido en un ambiente familiar profundamente religioso, tradicional y franquista, el propio Lluís reconocería haberse sentido atraído por estas ideas durante su infancia:

Sí, yo fui lo que podríamos llamar un niño fascista, quizá no directamente en cuanto a ideología, pero sí en tanto que el fascismo se basa sobre todo en magnificar la falsedad y yo magnificaba todo lo que era falso. Palabras como Imperio, bandera, patria, nación, deber, orden me exaltaban apasionadamente.

Según palabras del propio Lluís Llach, la persona que introdujo la música en su casa fue su madre. Tanto Lluís como su hermano Josep Maria comenzaron tocando una guitarra, hasta que a la edad de cuatro años apareció un piano, con el que Lluís empezó a componer sus primeras melodías aproximadamente dos años más tarde. Observando el buen oído de su hijo, los padres confiaron su educación musical a Quim Gil, con respecto al solfeo, y a Lau Roure y su esposa Montserrat Puigdemont.
En 1957, a la edad de nueve años, se trasladó a Figueras (Gerona) para continuar sus estudios, internado en el colegio de La Salle, donde se refugió en el mundo de la música, pasando horas y horas solo delante del piano. El contrapeso en este mundo solitario lo encontró en los veranos, yendo al pueblo de la madre, Porrera (Tarragona), donde conoció a Jorgina Domènech, quien lo acercó a la música de los chansonniers franceses, y de manera especial, a la de Jacques Brel. A ella le dedicó en 1968 la canción de amor Per un tros del teu cos. Sin embargo, su primera canción, Que feliç era, mare, con letra de su hermano, es de alrededor de 1965.

### Els Setze Jutges
En 1963, a la edad de 16 años, se trasladó a Barcelona para estudiar el preuniversitario y posteriormente hacer estudios de ingeniería. Dos años después, se inscribiría en la Facultad de Económicas, estudios que abandonó para cursar lo que, según él, sería su universidad: se integró en el movimiento de la Nova Cançó, incorporándose al grupo Els Setze Jutges, del cual fue el último componente. Albert Mallofré, crítico musical de La Vanguardia lo comentaba así:

Lluís Llach es, de los tres recién llegados, el más joven. Ignoramos si en edad, pero artísticamente es mucho más joven que sus dos compañeros. Sus textos y su composición musical son típicos productos de juventud. Son tiernos y limpios, pero aún inocentes y primarios. Su estilo interpretativo carece de perfil contrastado y se le nota a menudo un acento (un acento estilístico) más de El Pueblo Seco que de Verges. Y si decimos del «Poble-sec» no es a la ligera, sino para aludir a un miembro muy conocido de la canción popular actual. Lluís Llach es un artista que empieza y su trayectoria desembocará en un puerto u otro y será más o menos larga y fructífera en medida que se vaya desarrollando su personalidad. Por ahora es muy arriesgado un pronóstico, sólo se le puede dar la bienvenida y desear que su vocación no pierda el estímulo.
Albert Mallofré, La Vanguardia

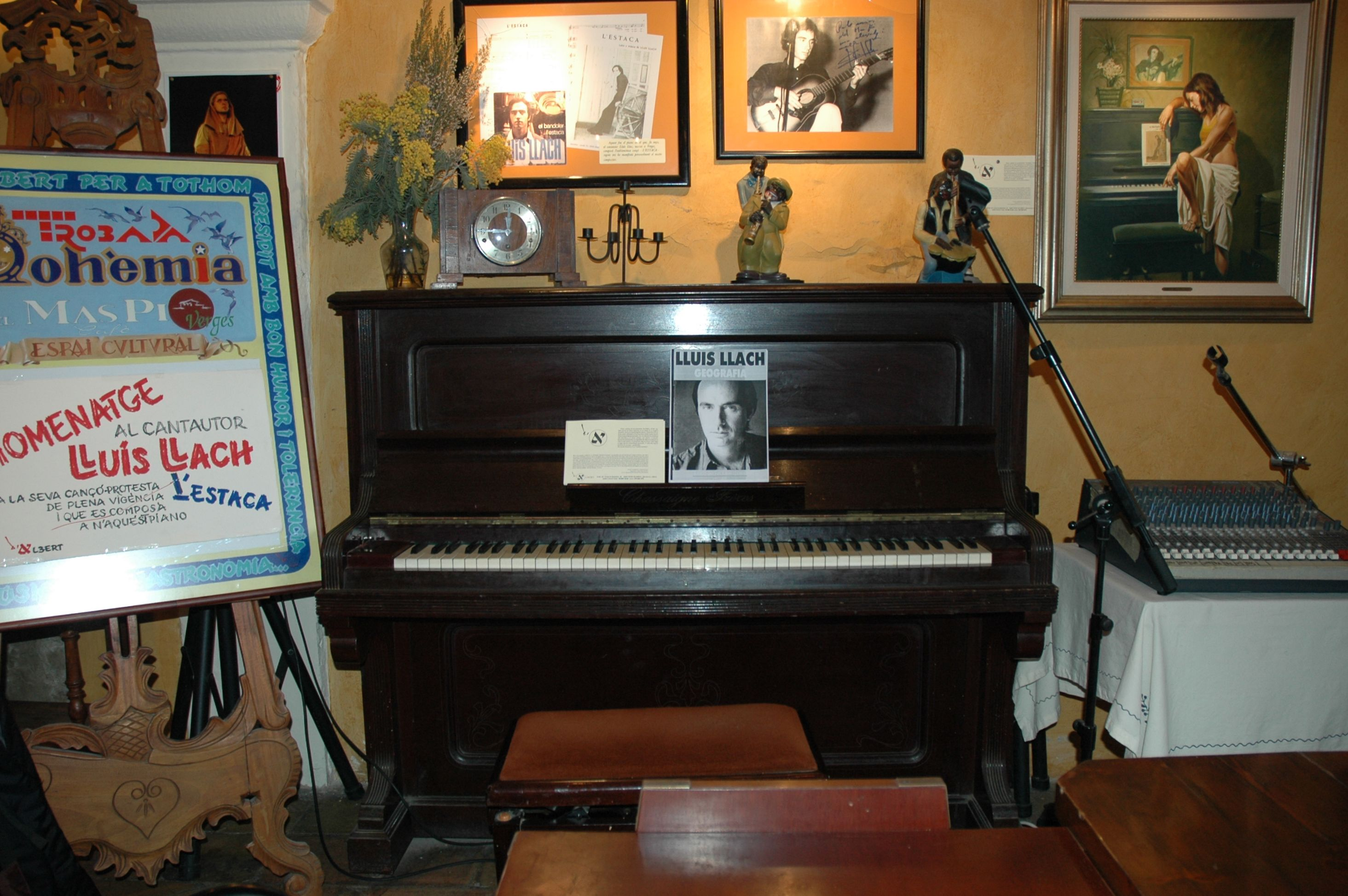
Piano en el Mas Pi en Verges, donde Lluís Llach compuso L'Estaca.

Su debut lo hizo el 22 de marzo de 1967 en Tarrasa (Barcelona), concierto en el cual, según ha explicado a menudo, se pasó todo el tiempo con los ojos cerrados y con las piernas temblando. En noviembre del mismo año, actuó junto a Raimon en la plaza de toros de las Arenas de Barcelona.
En 1968, año del mayo francés, del cual se considera hijo, es para Llach el de la llegada del éxito popular con L'Estaca (Concèntric). Los censores aprobaron esta canción la octava vez que Llach la presentó, pero, fue aprobada con otro nombre, "Ahir". Este himno de reivindicación fue prohibido el año siguiente, pero ya era un canto popular. Joan Molas y Núria Batalla se convirtieron en sus representantes, contrato que perduró hasta diciembre de 1990.
En noviembre participó en el Festival de la Canción de Barcelona con la canción A cara o creu, interpretada también por Dolors Lafitte y compuesta por Josep Maria Andreu y Lleó Borrell) y consiguió el segundo lugar. Entre los asistentes había un representante de CBS en España, que le ofreció fichar por la multinacional para cantar en castellano. Desestimó el ofrecimiento y firmó un contrato con un pequeño sello discográfico catalán, Concèntric, que tenía como único objetivo mantener vivas la lengua y cultura catalana frente a la dictadura franquista. Con esta discográfica grabó su primer disco con las canciones Que feliç era mare, La barca, En Quitero y El Parc.
El año siguiente, grabó su primer LP: Els èxits de Lluís Llach, reeditado posteriormente con el título Les seves primeres cançons. La popularidad del cantante fue subiendo y con el tema Irene, ya con la discográfica Movieplay y la producción musical de Joan Molas, alcanzó las 100.000 unidades vendidas. Irene nació de un desengaño amoroso con una chica francesa que veraneaba en La Escala y que le abrió las puertas de todos los cambios que se estaban produciendo en Francia. Si Irene constituye una canción de indudable «gancho» comercial, es también un interesante retrato de las inquietudes de la juventud de aquel momento, como lo son también Despertar y Res no ha acabat, mientras que Temps i temps... fue, posiblemente, la mejor de todas las canciones interpretadas hasta entonces por Lluís Llach. Todas las canciones fueron escritas por el propio intérprete, a excepción de la última, con letra de Josep Maria Andreu y música de Llach.
El 13 de diciembre de 1969, se presentó en solitario en el Palacio de la Música Catalana, donde se consolidó como uno de los mejores cantautores del momento con una popularidad creciente en todos los niveles. En este recital L'Estaca fue cantada solamente por el público, ya que estaba prohibida. El disco Ara i aquí recoge en directo su actuación. El 26 de diciembre cantó por primera vez con Laura Almerich, una parte fundamental de su acompañamiento musical durante toda su carrera.

### Exilio en París
Lluís Llach empezó a tener un extenso y variado repertorio con canciones como Que feliç era, mare!, La meva terra, Res no ha acabat, Jo sé, Damunt d'una terra, El día, Cant miner, Cels trencats, Cal que neixin flors a cada instant, El bandoler, Per un tros del teu cos, Irene, Jo també he dormit a l'alba, Tot sovint escolto històries que em parlen d'esclaus, Cop de destral, Aquell vaixell, Respon-me, Cinquanta estrelles, y con la interpretación de L'estaca con música sola.
Poseedor de una singular personalidad artística, conocedor como pocos de la auténtica sensibilidad popular y hombre consciente de su papel social como autor e intérprete de nuevas canciones populares, Lluís Llach era, probablemente, una de las más sugestivas personalidades de la música más moderna popular de aquellos momentos.
A partir de ese momento, Llach es víctima de prohibiciones y persecución intelectual. En noviembre de 1970, viajó a Cuba y participó en un recital donde criticó la política de Franco, lo que provocó que el embajador español abandonase la sala. De regreso, y tras ser aplazado repetidas veces, el 6 de diciembre, Lluís hizo su debut en el Teatro Monumental de Madrid, el primer recital íntegramente en catalán en un local comercial. Ambos hechos le ocasionaron duras prohibiciones: durante cuatro años no podría cantar en España, salvo Cataluña. El 12 de diciembre se le prohibió un recital en la final del I Premio Revelación de Canción en la Comunidad Valenciana, en Valencia, donde participaba como artista invitado. Su situación profesional se hace insostenible y decidió exiliarse[cita requerida] a París junto a sus representantes. Teresa Rebull lo presentó a Paco Ibáñez y a Mikis Theodorakis.
En 1972 se publicó su tercer disco de larga duración Com un arbre nu; en enero de 1973, TVE transmitió el programa musical en catalán Lluís Llach, filmado bajo la dirección de Lluís Maria Güell en diversos sitios del Ampurdán catalán e incluyendo escenas del recital que Llach ofreció en Gerona durante las fiestas de San Narciso a fines de octubre de 1972;  en esos años 1973 y 1974 consiguió su consagración fuera de Cataluña con sus actuaciones en el Olympia de París.  El disco constaba de nueve canciones de contextura diferente pero unidas por el mismo espíritu y engarzadas en una sola unidad homogénea. Es, sin duda, el volumen más interesante por su concepción y uno de los mejor logrados de cuantos se habían creado en el país últimamente. Es, además, un todo armónico ya que no se puede en rigor destacar una canción por encima de las otras en una estimación cualitativa, ni se encuentra en el trabajo global de Lluís Llach el menor desequilibrio tanto en la construcción de los textos como las sus partituras.

#### Debut en el Olympia
El debut en París se llevó a cabo el 21 de enero de 1973, y los críticos dijeron que fue una de sus mejores actuaciones hasta entonces. Si bien el público era predominantemente catalán, también asistieron muchos franceses, y significó el triunfo definitivo tanto de Lluís Llach como de la Nova Cançó en París.
A lo largo de casi dos horas de actuación, el joven y entusiasta cantautor ampurdanés ofreció un magnífico recital, todo él cuajado de aciertos. Partiendo de un soporte en apariencia mínimo, acompañándose él mismo a la guitarra, en algunas ocasiones al piano, con el apoyo instrumental de Laura Almerich en la guitarra, Rafael Ortiz al contrabajo y Jordi Enero al trombón, el violín y la percusión, fue una muestra muy elocuente de sus extraordinarias condiciones como autor e intérprete dentro de la línea que hacía ya media docena de años que iba cultivando dentro y fuera de Cataluña.
Durante su estancia en Francia, volvió en ocasiones muy concretas y también cantó en Suiza, Alemania y México. Precisamente durante su estancia en México, apareció en Cataluña el esperado disco "long play" (producido por Joan Molas) en el que se recoge buena parte de la actuación de Luis Llach en el famoso Olympia. Aunque la mayoría de las canciones del álbum ya habían sido grabadas en anteriores discos, este volumen incluye un interés renovado, y no sólo como documento sonoro de una efeméride importante, sino también por la misma satisfacción que produce su audición intrínseca. Lluís Llach canta con nervio, con temple y con profundo poder de convicción, y no es simplemente el «cómo» sino también el «qué» -y diríamos que muy especialmente el «por qué»-, ya que en las canciones hay como una fuerza contenida que, por lo mismo, resulta incontenible.
Después de cuatro años de ausencia en Barcelona, salvo pequeños recitales en sus comarcas, el 2 de febrero y 3 de febrero de 1974 vuelve a actuar en el Palacio de la Música Catalana para presentar en directo las canciones de su nuevo disco I si canto trist. Este disco lleva por título el nombre de una canción que Llach compuso poco después de la muerte de Salvador Puig Antich. Los recitales tuvieron una muy buena recepción tanto de público como de crítica, que le reconoció un gran paso en su madurez artística, destacando especialmente su paso de la guitarra al piano y que por primera vez hubiera optado por musicar textos ajenos (La casa que vull de Salvat-Papasseit y Cançó a Mahalta de Màrius Torres). Las colas llegaron a ser excepcionales y todo el mundo coincidía en que la serie de recitales podía haberse alargado una semana más.
El «Palau» se llenó de par en par de una multitud entusiasta y fervorosa, que no ahorró sus aplausos. Poesía cívica y lirismo contenido con una clara expresión de ideas y conceptos manifestados con la fuerza comunicativa que da el íntimo convencimiento. Concebido y presentado todo con elegancia, el escenario y junto al protagonista, un conjunto instrumental reducido pero eficaz, integrado por tres guitarras (incluyendo la del cantante), dos contrabajos, un clarinete), una viola, un trombón), una flauta y una batería, y piano, para el propio Lluís Llach, con el que se acompañó en algunas de las canciones.
Un mes después volvió a actuar en el Olympia, esta vez compartiendo escenario con Francesc Pi de la Serra, volviendo a obtener un gran eco en Cataluña debido a las circunstancias políticas que se vivían. Es también en este período que «apadrina» a Ramon Muntaner, a quien Joan Molas produciría su primer disco.
TVE grabó un recital ofrecido en la campaña del Teatre Grec de ese año, pero su emisión fue aplazada a última hora porque el cantante se había dirigido al público íntegramente en catalán.

### Viatge a Ítaca
Su nuevo trabajo del año 1975, Viatge a Ítaca, basado en textos de Kavafis, se convierte en su disco más vendido hasta entonces con 150.000 copias. Con este disco inició la colaboración en los arreglos de Manel Camp y con el batería Santi Arisa, ambos manresanos y antiguos componentes de Fusioon. Su presentación se hizo el 7 de mayo en el Palacio de la Música Catalana y a las veinticuatro horas de ponerse las entradas a la venta ya se habían agotado. El lunes 12 de mayo, el cantante fue conducido por la policía desde el hotel donde se alojaba, hasta la «Jefatura Superior», donde tuvo que declarar y no salió hasta dos horas más tarde. El interrogatorio se centró en el primer recital cuando el cantante, que tenía prohibido hacer ninguna repetición de sus canciones, después de que el público aplaudiera durante más de veinte minutos, volvió a salir para decir que no podía cantar otra.
El evento previsto en principio para seis actuaciones, finalizó en la quinta, cuando se le prohíbe un bis, se le detiene y se le lleva a la Comandancia Superior de Policía. Mientras, el público abandonando el Palacio cantaba a coro L'Estaca . Se le prohíbe seguir con los recitales, se le impone una multa de 100.000 pesetas, y durante más de ocho meses fueron prohibidas todas sus actuaciones en España. El entonces gobernador civil de Barcelona, Rodolfo Martín Villa, lo justificó por las reiteradas «infracciones al reglamento de espectáculos, que prohíbe terminantemente que los artistas se dirijan al público y establezcan diálogo con él, caso que el señor Llach hizo en reiteradas ocasiones, profiriendo expresiones que la autoridad gubernativa ha estimado como atentatorias a las instituciones y a la legislación vigente». Mientras persisten las prohibiciones en España (más de setenta y cinco), Llach vuelve a refugiarse en el extranjero. El mes de agosto actuó en Londres, otra vez en el Olympia, en Venezuela, y el Théâtre de la Ville de París le ofreció un contrato para actuar durante quince días. Todo París estaba lleno de carteles con la imagen de Llach. Coincidiendo con estas actuaciones, muere Franco. Cantó en la TV francesa al lado del mítico Georges Brassens en un programa de fin de año en Aviñón y de gran audiencia.

### Enero de 1976
El 15 de enero de 1976, casi dos meses después de la muerte de Franco, Lluís Llach reaparece después de muchos años de prohibición, en solitario, en tres grandes recitales en el Palacio de los Deportes de Barcelona en Montjuïc donde demostró contundentemente su poder de convocatoria con la asistencia de unas 30 000 personas.
El esperado recital en el Palacio de los Deportes se desarrolló con un éxito explosivo. Mucho antes de empezar, el amplio local estaba ya lleno de público expectante, entre el que se encontraban muchos de los personajes más relevantes del mundo de las letras, las artes, del teatro, del cine, del deporte, de la política y, en general, con un predominio masivo de la juventud. En un ambiente caldeado y bullicioso, con flamear de banderas, de pancartas, de cerillas, gritos, cantos, vivas y aplausos, apareció el cantante tras ocho meses de no poder actuar en Barcelona. Este silencio forzoso, fue saludado con una estruendosa ovación, todo el público puesto en pie, en una demostración efervescente de adhesión emotiva.
Lluís Llach, emocionado pero muy sereno al mismo tiempo, realizó un recital perfecto, coreado a menudo por el público, que ratificaba sucesivamente varias frases de sus canciones con aplausos. En la primera parte se oyeron las canciones que durante mucho tiempo habían sufrido restricciones en un pasado no lejano, y que, a pesar de esta limitada difusión, el público las conocía bien, ya que siguió su desarrollo fielmente. Al final del concierto, los aplausos no cesaron, el público puesto en pie, hasta que Lluís Llach, triunfante, tuvo que repetir y bisar una y otra vez. Entonces, los vivas, los gritos y todas sus manifestaciones se cambiaron en un homenaje al destacado cantautor catalán, revestido de una patente aureola de héroe popular.
Entre los más de ocho mil asistentes se encontraban los principales representantes del Consejo de Fuerzas Políticas de Cataluña y de las Terceras Vías: Ramón Trías Fargas, Josep Solé, Josep Pallach, etc., Así como Jordi Carbonell, Agustí de Semir, el padre Jordi Llimona, el doctor Trueta, los cantantes Pi de la Serra, Ovidi Montllor, Raimon y un largo etcétera. También asistió Lluís Maria Xirinacs. A lo largo de todo el recital los asistentes gritaron «Llibertat, amnistia, estatut d'autonomia».
Estos recitales están recogidos en forma de disco bajo el título de Barcelona, gener del 76, todo un documento sonoro de la situación y sentimientos de unos momentos históricos. Por primera vez todas sus canciones pasan la censura. Las primeras filas las ocupan los representantes de todas las fuerzas políticas y sindicales de la oposición al franquismo. En principio previsto para un único concierto, y viendo que las entradas se agotaron rápidamente, el promotor Oriol Regàs consiguió de Rodolfo Martín Villa hasta tres sesiones, prohibiéndose ya la cuarta.
Quince días después, el 31 de marzo, Teresa Rebull, Pere Figueres y sobre todo Lluís Llach consiguieron que resultara pequeño por primera vez en su historia el Palacio de Congresos de Perpiñán con más de 1200 localidades. Llach era conocido del público rosellonés ya que solía dar al menos un recital al año en esta parte de Cataluña. Por otro lado, el cantante había aparecido varias veces en las pantallas de las diferentes cadenas de televisión francesas. Lo mismo pasaría en la sala Loiola de Manresa (Barcelona) el siguiente fin de semana en dos recitales seguidos y con la asistencia de 1200 personas en cada uno que presenciaron otro éxito musical. Este éxito tan rotundo y las consignas que se gritaban seguramente fueron el motivo de la prohibición de los recitales del siguiente fin de semana en el Teatro Municipal de Gerona.
El viernes 27 de febrero, Llach llegó a Santa Cruz de Tenerife para realizar dos recitales en el teatro Guimerá. Después que le fueran prohibidos una vez más, lo visitó una comisión de profesores de la Universidad, quienes en nombre del rector le invitaron a dar allí un recital, concretamente el domingo. Llach aceptó la propuesta. Mientras, el rector recibió orden del jefe superior de la policía, prohibiendo también la actuación en el recinto universitario. Replicó el rector diciendo que eso era competencia exclusiva de las autoridades académicas, ante lo cual el jefe de la policía le advirtió que, en caso de que intentara celebrarse, las fuerzas del orden lo impedirían. Ante esta situación, tanto el rector como la junta de gobierno de la Universidad de La Laguna decidieron presentar su dimisión. El día 1 de marzo, Llach fue expulsado físicamente de la isla canaria por la policía, siguiendo una orden verbal del ministro de la Gobernación, Manuel Fraga Iribarne, fundador del Partido Popular con historial de gobierno en la España democrática.
Durante los dos meses siguientes se le prohibieron todos los recitales que tenía previstos. Mientras, la Radio Nacional de Noruega emitió dos programas dedicados a Lluís Llach. Tanto la presentación como las versiones noruegas de las canciones del cantante corrieron a cargo del profesor Laif Sletsjo de la Universidad de Oslo. Hacía poco tiempo que este profesor había hecho una publicación en noruego sobre la figura del filósofo Ramon Llull.
Finalmente, el 7 de mayo protagonizó otro recital multitudinario con más de 10 000 estudiantes en el campus de la Universidad Autónoma de Barcelona.
El 31 de agosto se celebró un festival de Lluís Llach en el Teatre Grec, organizado por la Asamblea de Actores y Directores. Unos días después, la organización recibió una multa de doscientas cincuenta mil pesetas, por considerarla responsable de los hechos que habían pasado y que, según comunicación del Negociado de Multas de la Jefatura Superior de Policía de Barcelona, en la que se explicaba que los motivos de la sanción, consistían en que el recital se transformó en una reunión pública de carácter político, en la que se produjeron «actos contrarios al orden público, tales como gritos repetidos de significación política, y se exhibió una pancarta alusiva a una entidad política situada fuera de la Ley y varias banderas subversivas», entre otros cargos.
A finales de año compuso música para la primera obra estrenada en el Teatre Lliure Camí de nit, 1854, escrita y dirigida por Lluís Pasqual, espectáculo sobre Josep Barceló y el bienio progresista (1854-1856).
Sin embargo, la transición no había hecho más que empezar y siguieron las prohibiciones. También empezaron los conflictos laborales como la huelga general del 3 de marzo de 1976 en Vitoria originada por el despido de setenta trabajadores (Sucesos de Vitoria), que terminó con la policía disparando indiscriminadamente con el resultado de 5 muertos y 40 heridos, bajo las órdenes del ministro Manuel Fraga. Enterado del hecho, Llach se puso a trabajar en una creación inspirada en el dolor y en la desesperación, y nació Campanades a morts , estrenada en Euskadi, a finales del mismo año en un recital muy emotivo. Gran parte de este oratorio o cantata muestra lejanos ecos de Illeta del compositor donostiarra Francisco Escudero.
Llach afrontó un nuevo reto con la grabación de un disco con la incorporación de una orquesta sinfónica dirigida por Manel Camp y la Coral Sant Jordi dirigida por Oriol Martorell. Esta cantata fúnebre está llena de tensión y tragedia, reflejo del momento. En la segunda cara, destaca sobre todo la popularísima Laura. Cuatro meses después de aparecer ya se habían vendido 250.000 copias.
Escribió la banda sonora de la película Borrasca dirigida por Miguel Ángel Rivas y rodada en parte en Torroella de Montgrí (Gerona). En una habanera se hizo cantar a Los pescadores de L'Escala.

### Companys, no és això
Los acontecimientos políticos que se iban sucediendo, en 1977 que es el año de las primeras elecciones democráticas, coinciden con un período de reflexión de Lluís ayudado por el descanso de una travesía. Incluso su padre se vio obligado a escribir la siguiente carta al director de La Vanguardia:

Ante las insistentes llamadas y cartas preguntando por el estado de salud de mi hijo, Lluís Llach, le agradecería insertara esta carta en el periódico de su digna dirección. Como médico, puedo afirmar que mi hijo no sufre ni sufrió ninguna enfermedad y que un reciente examen médico ha confirmado muy satisfactoriamente lo que digo. No comprendo a quién interesa propagar tales rumores ni el porqué. Agradezco muy sinceramente el interés de los que se han interesado por él.
Josep M. Llach

Después de tres recitales en Madrid, y varios en otras provincias, el 20 de mayo de 1978 inició una gira por tierras de América incluyendo actuaciones en Cuba -país que ya había visitado en 1969-, México y California. El grueso de los recitales estaba formado por el disco El meu amic el mar que acababa de sacar, cargado de resonancias ampurdanesas, con una nueva tendencia al intimismo y «mediterraneidad» en sus trabajos y que coincidía con sus treinta años de vida y diez como cantautor. Del 27 de octubre al 12 de noviembre de 1978 lo presentó en el Teatro Romea (Barcelona). Este disco fue importante en la carrera de Llach en el sentido que significa una cierta rotura en su condición de mito y portavoz de una colectividad. De hecho, a partir de ese momento, el cantante sólo volvió a actuar en grandes espacios públicos en contadas ocasiones, destacando el recital de San Juan de 1981 y especialmente el del Campo del Barça de 1985.
Albert Mallofré escribió esto sobre el disco en La Vanguardia:

Lluís Llach ha hecho una obra profundamente auténtica, impresionantemente sincera, íntimamente reflexiva, expresivamente introvertida, franca, libre y espontánea. Es un disco de larga duración editado con magnificencia tipográfica por «Ariola», que comprende ocho composiciones originales, siete de las cuales tienen el mar como fondo de la acción temática. El resto, Companys, no és això, se ha añadido por razones obvias de oportunidad.
 Albert Mallofré, La Vanguardia))

Una vez más, Mallofré no entendió a Llach, Companys, no és aixo abría las puertas del siguiente disco más reivindicativo Somniem, y que molestaría algunos sectores que consideraban que la Nova Cançó ya había cumplido su función y la política se debía dejar en manos de los políticos. Lluís Llach, como el resto de componentes del movimiento de la Nova Cançó, se vio apartado en la carrera para recuperar los derechos perdidos. Pasaron de ser la punta de lanza a estorbar. Fue el inicio del fin del movimiento artístico. Todo cambió muy rápido, incluso su imagen que ahora se presentaba con la frente al descubierto, y Llach empezó a pensar en su retirada. Es el inicio del fin del movimiento artístico.
Para estos recitales, Lluís Llach se acompañaba él mismo al piano (en alguna fase con la guitarra) y se beneficia del concurso de un lujoso equipo instrumental formado por Manel Camp (teclados eléctricos) Laura Almerich y Gabriel Rosales (guitarras), Manuel Rabinat (flauta) y Albert Moraleda (contrabajo). A título anecdótico, a partir de este recital Lluís Llach se presentó sin peluca.
La aparición de este disco coincidió con su reaparición en Madrid, tras ocho años de prohibición, y en Barcelona, tras tres años de no actuar. Los recitales se hicieron en el teatro Romea que, tras varias ampliaciones, fueron en total, treinta actuaciones con el teatro lleno a rebosar. Fue la primera vez que entre el público no hay ni llanto, ni pancartas, ni la simbología que durante tantos años alimentaron sus conciertos.

### En el Liceo
En septiembre de 1979 actuó por primera vez en el Gran Teatro del Liceo para presentar Somniem y fue el primer cantante no operístico que actuó en dos históricos recitales. Incluyó un poema calculadamente ambiguo musicado, Criatura dolcíssima de Joan Fuster, con quien tuvo una relación de amistad. El contenido del disco significa el regreso a la lucha, en la reafirmación de sus principios humanos. Uno de los discos más extraños y desiguales del cantante, que tenía el convencimiento de que se trataba de su testamento musical, ya que preveía retirarse una vez finalizada la grabación. Durante muchos años fue una de las producciones que Llach más quiso. Lluís Llach se presentó en el escenario vistiendo vaqueros y camisa blanca y rodeado de sus músicos que vestían en consonancia salvo Laura Almerich, que lucía un elegante y austero traje amarillo. El resto del conjunto era el mismo que había actuado en el Teatro Romea. El mismo Lluís Llach se acompañó al piano en gran parte de las piezas del repertorio.
Entre los años 1978 y 1979, Llach se sintió descontento con sus resultados artísticos al no poder desarrollar su trabajo en buenas condiciones técnicas. De hecho, Llach comunica su decisión de retirarse a sus representantes, Joan Molas y Núria Batalla, que le aconsejan que no lo diga públicamente. Fue un buen consejo, porque al cabo de 8 meses se lo repiensa, y decide volver a cantar.
Uno de los principales motivos para su retorno es el reconocimiento internacional que supuso en 1979 recibir el Premio Tenco, otorgado por un jurado de la crítica musical italiana al mejor cantante extranjero y considerado como el de mayor prestigio entre los cantautores, habiéndolo recibido también Georges Brassens, Jacques Brel, Leonard Cohen, Tom Waits, Pablo Milanés o Elvis Costello, entre otros. El jurado estimó que Llach había «contribuido, con una tenaz y constante actividad, al nacimiento y evolución de la nova cançó catalana reivindicando una identidad cultural». El premio le fue entregado en San Remo durante el festival de la canción de autor del mes de septiembre.
En marzo de 1980 presentó en París su libro Catalunya viure, escrito en francés con la colaboración de dos periodistas galos, el 
occitano Marc Legras y el bretón Jacques Erwan.
Este mismo año es de transición tanto en lo referente al número de conciertos como en nuevas publicaciones. Cantó en Alemania, Bélgica, Italia y Francia. También es el año de las primeras elecciones en el Parlamento de Cataluña, desde la República, y Llach se presentó de forma anecdótica por el número 17 de Gerona por Nacionalistes d'Esquerra.
En el curso de una pequeña gira por Francia y Bélgica de finales de marzo de 1981, Lluís Llach presentó en las matinées del Théâtre de la Ville, en París, la nueva obra poética y sobre todo musical de Verges 50, en la que destila la esencia de los recuerdos y las fantasías de su infancia ampurdanesa, en una primera cara totalmente instrumental donde destacan los arreglos de Manel Camp, y en una segunda cara que acaba con una de sus mejores canciones País petit. También fue presentado en varios conciertos realizados en el Teatre Grec y al Palacio de la Música Catalana con la colaboración de la Banda Municipal de Barcelona dirigida por Albert Argudo.
Este año 1981, vuelve a ser un año de gran actividad. Con el complemento de Marina Rossell retornó en el mes de marzo con tres conciertos al Théâtre de la Ville. Por San Juan participó en el magno recital del Camp Nou. Y, a pesar de haber pasado ya seis años de la muerte del dictador, tuvo nuevamente problemas con TVE al serle prohibido un programa especial. Llach reclamó daños y perjuicios a televisión española, finalmente ganó el juicio y fue indemnizado. De hecho, el compromiso ético del cantante continuó, pese a las reticencias de la clase política, y en un acto del 8 de enero de 1982 en la Nau del Clot afirma:«... los que somos nacionalistas radicales, somos por principio, por obligación y con orgullo».
Con I el somriure, la revolta (1982) empezó su colaboración con Miquel Martí i Pol, con una primera parte cantando sus versos. El disco se presentó a lo largo de veinte actuaciones en el teatro Poliorama de Barcelona, y las ganancias del primero fueron entregadas a Amnistía Internacional en Cataluña. En este disco Llach utilizó por primera vez a fondo los sintetizadores. Ese mismo año, la Generalidad de Cataluña le concedió la Creu de Sant Jordi, que recogió su madre, para quien representó un gran regalo de su hijo dos años antes de su muerte. El premio se le concedió «por haber servido con dignidad y fidelidad a Cataluña en el movimiento de la Nova Cançó Catalana, y por haberla enriquecido con composiciones de una gran ternura emotiva y de un gran aire épico, siempre, sin embargo, al servicio de una obsesiva idea de libertad, de amor y de fraternidad y de justicia».
En enero de 1983, en un concierto en el Palacio de los Deportes pro-damnificados por las inundaciones, actuaron por primera vez juntos Raimon, Joan Manuel Serrat y Lluís Llach. En 1984 sale el álbum T'estimo que incluye una canción ambigua de gran fuerza: Amor particular. La Academia francesa del Disco le otorgó el Premio al Mejor Compositor del Año.
En el año 1985 empezó de nuevo con una tanda de conciertos en el Théâtre de la Ville de París, donde obtuvo el mayor eco de la prensa francesa de sus actuaciones. Y después de un año de trabajo, su madre y el mar se unen en el tema que da título al siguiente álbum:Maremar(1985). Todo el disco está marcado por la reciente ausencia de su madre. El Cant de l'enyor cuenta con la colaboración vocal de Maria del Mar Bonet y Marina Rossell. Incluye Un núvol blanc, una mezcla de añoranza y melancolía de gran ternura interpretativa. A partir de este disco, contó con la colaboración de Carles Cases. Como hecho curioso y representativo a la hora de su popularidad en toda Europa, el sindicato Solidaridad polaco adoptó L'Estaca como himno propio.
El 6 de julio del mismo año, Lluís Llach hace el recital más multitudinario e insólito de su vida en el Camp Nou, con más de 100.000 personas, y con una orquesta dirigida por Manel Camp. El espectáculo memorable es registrado en un doble álbum de quince temas llamado Camp del Barça. 6 de julio de 1985. Sociológicamente, el recital tuvo una gran incidencia en Cataluña. Sin embargo, a diferencia del de 1976, la primera fila ya no estaba llena de políticos. Lluís Llach afirmaba:«... en estos momentos, estamos pasando por unos años en los que parece que el hecho de haber mantenido actitudes resistenciales culturales, es casi una especie de patrimonio vergonzoso».
En 1986 fichó por la multinacional CBS y grabó Astres tratando de unir al hombre y al universo. En este caso un manresano sustituye a otro en cuanto a los arreglos, Carles Cases a Manel Camp. La presentación se hizo el 25 de enero de 1987 en el Mercado de las Flores de Barcelona con un total de veintiún recitales. Hay que destacar la utilización de una infraestructura técnica muy considerable con sintetizadores, videos, y muchos vatios de luz y sonido. Evidentemente era un espectáculo de ruptura con el pasado y de evidente innovación musical. También por primera vez, Llach terminó el concierto sin cantar L'estaca, pese a la insistencia del público. El mismo año participó en un álbum colectivo en homenaje a Federico García Lorca con artistas de diversas lenguas como Leonard Cohen, Angelo Branduardi, Moustaki, Donovan, Chico Buarque y otros.
En el año 1988 se estrenó como barítono bajo la batuta de Jean-Claude Casadesus en el Palacio de Congresos y de la Música de Lille para interpretar el Réquiem de Gabriel Fauré. El mismo año estrenó en el Palacio de la Música Catalana, un álbum muy heterogéneo: Geografia, el cual, después de muchos años de ausencia lo representó en el escenario del Olympia de París.
Participó en las seis horas contra la entrada a la OTAN en Barcelona, y más adelante, junto con otros representantes históricos de la Nova Cançó, tomó parte en una encerrada de dos días organizada por la Asociación de Cantantes e Intérpretes Profesionales en Lengua Catalana (ACIC), en las dependencias de la Consejería de Cultura de la Generalidad, en contra del trato discriminatorio que recibían por parte de las emisoras radiofónicas que pertenecían a la Generalidad y de la televisión de Cataluña, TV3.

### Miquel Martí i Pol

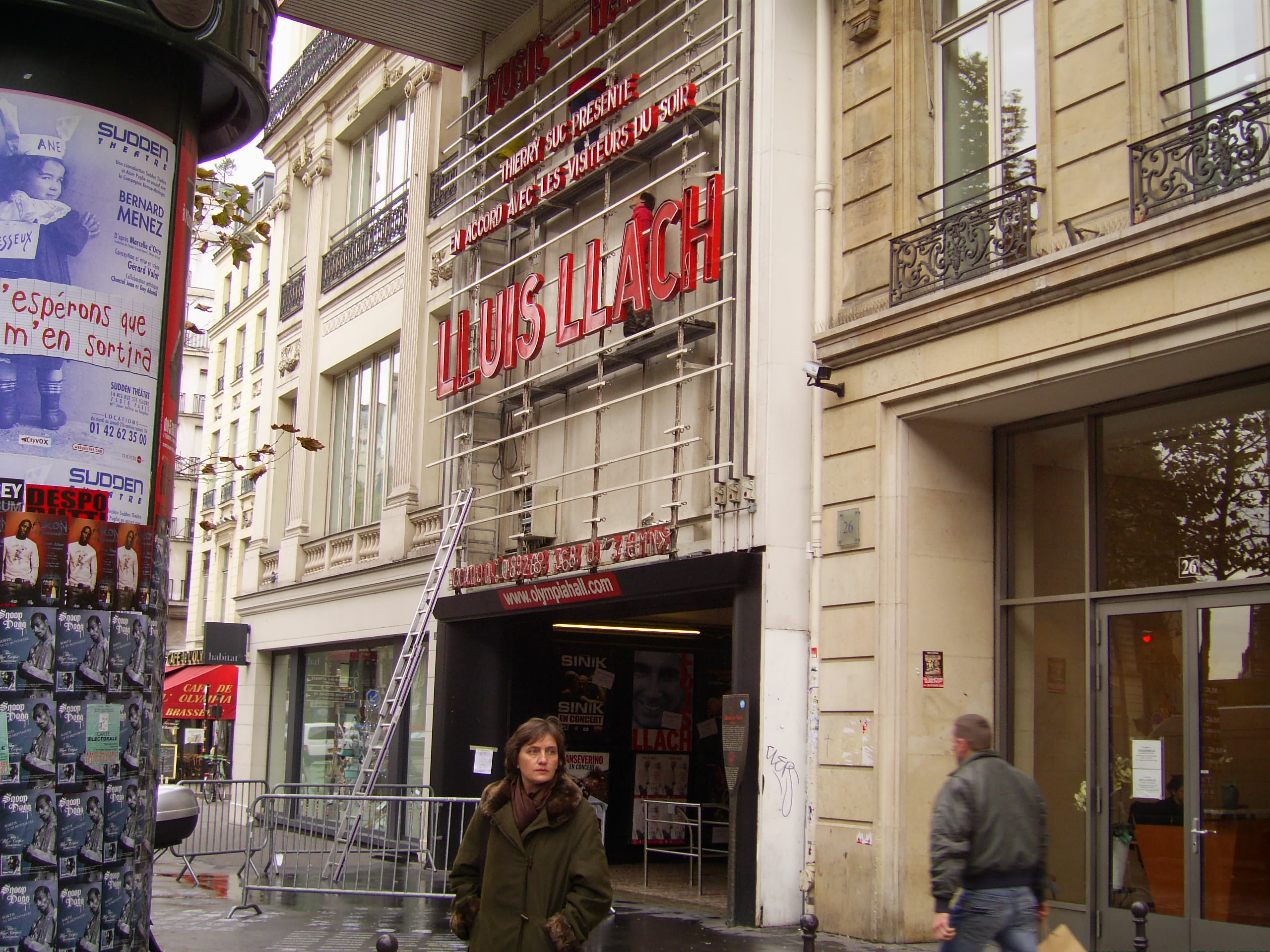
Lluís Llach Olympia de París, noviembre de 2006

En 1991, cierra su contrato con CBS con la salida del disco Torna aviat, un cajón de sastre de sus composiciones de los últimos cinco años, grabadas íntegramente en su masía de Parlabá. El disco incluye Roda, dedicada a Miquel Martí i Pol y Au blanca que cuenta con la colaboración de la soprano Victoria de los Ángeles. También aparece el tema La forja, un tema instrumental escrito para la producción de TVE La forja de un rebelde. Ese año los médicos le diagnosticaron un cáncer que venció con fuerza de voluntad y la ayuda de su amigo Martí i Pol, con una salud también muy frágil. Con entusiasmo y pasión empezaron a trabajar juntos en los textos de Un pont de mar blava que se publicaría dos años más tarde.
A partir de ese momento trabajará con Picap con quien publicó en 1992 un doble álbum recopilatorio de actuaciones recientes con el nombre Ara, 25 anys en directe. Para celebrar sus 25 años de carrera, recuperó temas antiguos con versiones modernizadas, más un par de canciones inéditas. Es un disco que va en busca del Llach cotidiano, de su relación habitual, día a día, con el público más variado. Por este motivo se grabó en pequeños recitales de pequeñas aldeas.
Con la citada colaboración de Miquel Martí i Pol, en 1993 hace una síntesis de las culturas mediterráneas en el trabajo titulado Un port de mar blava. Donde hay que destacar las intervenciones de las cantantes Amina Alaoui y Nena Venetsanou, que interpretan en árabe y griego respectivamente, los temas Tanta llum de mar y Lentament comença el cant, que se encuentra en el fragmento resolutivo de la obra.
Vuelve a componer una banda sonora para la película Le voleur d'enfants que refleja en el disco A Bigi, perquè el ballis. Ese mismo año rechazó la nominación al Premio Príncipe de Asturias.
En el año 1994 apareció el disco Rar que reunía grabaciones en directo del año anterior, de materiales diversos que Llach había ido guardando en el cajón, con dos canciones inéditas, una de ellas, Roses blanques, escrita por Martí i Pol.

### Porrera
Habiendo trasladado su residencia habitual a Porrera (Tarragona), en 1995 saca un disco con material nuevo y unitario que lleva el nombre del pueblo: Porrera. Como en Verges 50, Lluís Llach recreó el pasado para entender el presente, utilizando el pequeño pueblo de Porrera, donde él se siente físicamente arraigado desde sus estancias veraniegas cuando era pequeño. Los textos fueron elaborados de nuevo con la colaboración de Miquel Martí i Pol, con quien Lluís Llach llevó a cabo una auténtica simbiosis.
Celebró su trigésimo aniversario, con una gira acompañado sólo de su piano y su guitarra, el resultado fue el espectáculo Nu, que será la base de su nuevo disco del año 1997 con el mismo nombre y con canciones de todas las épocas. Vuelve a haber indicios de retirada que se desvanecen con la aparición a finales del 1998 de su nuevo trabajo 9, que marca una nueva etapa musical con nueve canciones dedicadas a nueve historias totalmente diferentes, con temas al amor, a la política y a la crítica social. Musicalmente se nota la mano del productor del disco, el guitarrista roquero Jordi Armengol.
En mayo de 1999, en plena guerra de Kosovo, publicó un CD con sólo dos temas, para dedicar todos los beneficios a la asociación Ajuda per Kòsovo, y el 2 de julio intervino en el Palau Sant Jordi en el macroconcierto Catalunya X Kosovo. El 5 de noviembre, la UNESCO nombra a Llach Artista por la Paz. A finales del verano del 2000, incluiría estos dos temas en el nuevo disco Temps de revoltes, acompañado de la cantata Germanies, una reflexión sobre el futuro de los Países Catalanes, creada en colaboración con Miquel Martí i Pol. El espectáculo con el mismo nombre, se estrena en Valencia con el acompañamiento de una banda integrada por quince músicos, la participación de la cantante cubana Lucrecia, del contratenor Xavier Torra y de una coral formada por doscientos niños de diferentes agrupaciones corales.
El 30 de diciembre de 2000, actuó en el Palacio de la Música Catalana junto a la bailaora Cristina Hoyos en un espectáculo de danza y música donde se complementan culturas muy distintas. El 17 de diciembre del próximo año, Llach y Hoyos volverían a compartir escenario, esta vez, el Teatro Real de Madrid. Se presentó de nuevo el año 2002 en los festivales de Cap Roig, en el Ampurdán, y en el de Benalmádena (Málaga).
Llach incorporó en sus actuaciones del año 2001 el tema Campanades a morts como manifestación en contra del asesinato de Ernest Lluch en manos de ETA el 21 de noviembre del año anterior.
El 29 de diciembre de 2002 se producía un concierto extraordinario en el Palau Sant Jordi ante 12 000 espectadores, donde Lluís Llach y José Carreras unían sus voces para cantar por la paz en un recital memorable que tomó como nombre Junts y del que saldría un disco pocos meses después. Los dos artistas interpretaron canciones populares catalanas y algunas de las más emblemáticas del cantautor de Verges.
La temporada del 2003 es una de las más prolíferas en actuaciones para presentar su nuevo disco estrenado el 3 de noviembre del año anterior en el Liceo después de 23 años: Jocs. Destacan temas para amigos desaparecidos, y sobre todo Vell és tan bell, dedicado a la también reciente desaparición de su padre. El 6 de septiembre Lluís Llach interpretó por primera vez en la Plaza Mayor de Verges la obra Verges 50.
A finales de año, presentó un nuevo recital, Poetes, en el que quiere rendir homenaje a los poetas y escritores catalanes que han sido decisivos en su trayectoria musical, y muy especialmente a su gran amigo Miquel Martí i Pol, que había fallecido el 11 de noviembre. La grabación de los conciertos de este recital en la sala Apolo, originó la salida de un nuevo CD-DVD, en primavera. El 26 de junio, Porrera (Tarragona) organizó un acto de homenaje al poeta Miquel Martí i Pol, incluyendo un concierto de Lluís Llach y una velada literaria donde intervinieron diferentes invitados.
Durante el año 2005 hizo la gira Que no s'apague la llum conjuntamente con el cantante valenciano Feliu Ventura, que conlleva la grabación de un disco conjunto en directo con temas de los dos cantantes, grabado en el Gran Teatre de Játiva (Valencia).
En enero de 2006, Lluís Danés presentó el espectáculo de teatro Tranuites Circus que contó con la actuación en directo de Lluís Llach. El cantautor dio voz con sus canciones a los anhelos inconfesables de unos personajes que pasan la noche sin dormir: los «Tranuites».

### Preparando la despedida
Lluís Llach presentó el 17 de febrero de 2006 su último espectáculo i., que sirvió de base para el último disco que publicó el artista antes de la anunciada retirada de marzo de 2007. La cita es en la sala Apolo de Barcelona en una serie de conciertos de una semana, con tres fechas posteriores añadidas por la gran demanda popular. El 22 de noviembre del 2006 realizó un emotivo concierto de despedida en el Olympia de París.
El 12 de febrero de 2007 se presentó oficialmente en Liceo el largometraje en forma de documental titulado Llach, la revolta permanent, dirigido por Lluís Danés y producido por Mediapro. El material proviene de un equipo de cámaras de esta productora que realiza un seguimiento a Lluís Llach durante todo el año 2005 tanto en su vida privada como en la profesional.
En 2007 fue galardonado con la Medalla de Honor del Parlamento de Cataluña en reconocimiento por su labor realizada para "Els Setze Jutges" y se retiró de la canción con su gira "i." (y punto) que acaba con dos emotivos conciertos finales en la localidad de Verges.

### Verges 2007

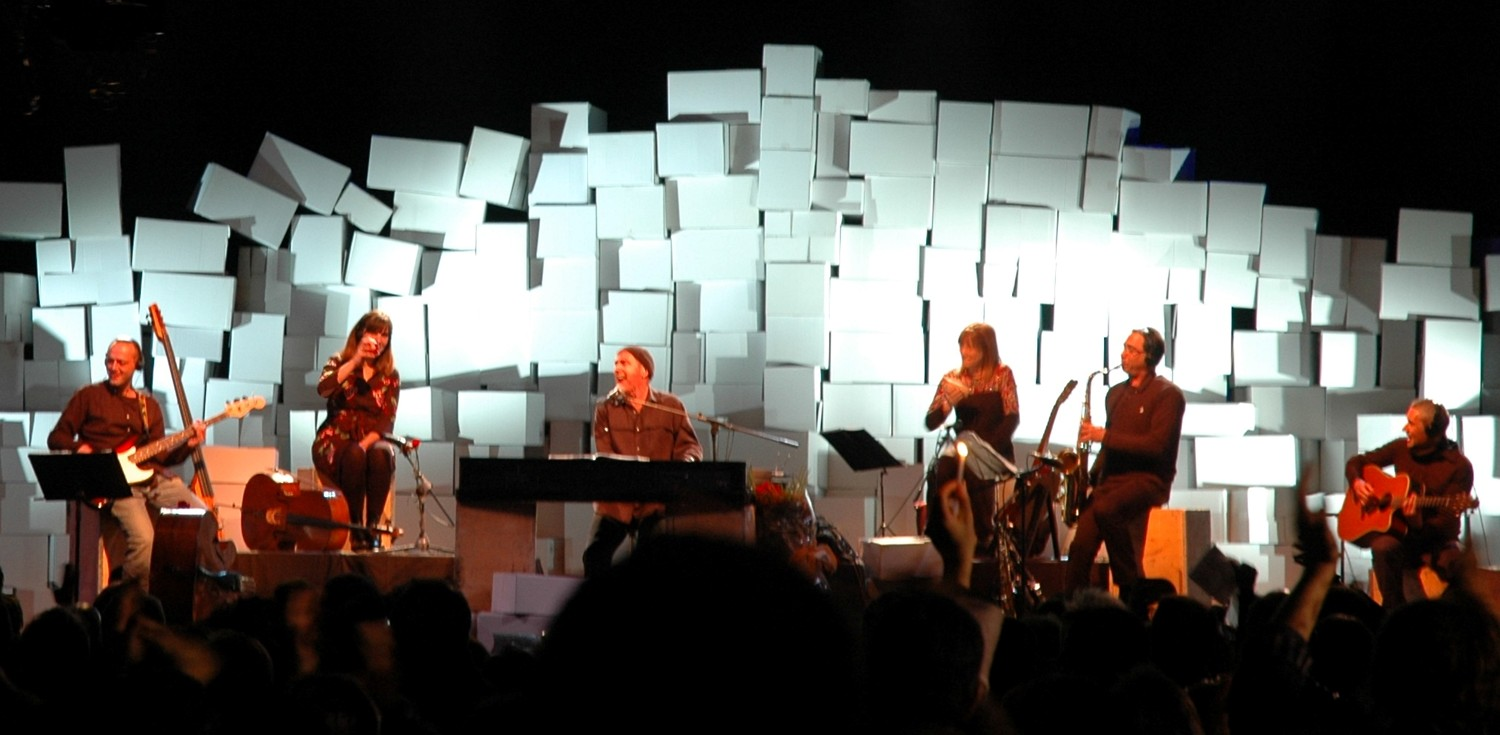
Un momento del último concierto.

Lluís Llach decidió acabar su carrera de 40 años, al menos con acompañamiento de músicos, el día 24 de marzo en Verges en una carpa con capacidad para cinco mil personas. Sin embargo, ante la gran demanda para asistir a este concierto, como lo demuestra que las entradas se agotaron en media hora, Llach amplió la despedida con un segundo concierto para el día anterior. Los conciertos fueron organizados por el Ayuntamiento de Verges, la coordinadora de entidades del pueblo y las ONGs Salvem l'Empordà y Médicos Sin Fronteras, beneficiarias de las ganancias del concierto por decisión expresa del mismo Lluís Llach.
Ponía el punto final con todas sus facultades, en el punto álgido de su carrera artística, en un concierto de unas tres horas precedido por una contundente pitada por la entrada del presidente José Montilla. Llach fue contundente con los comentarios ideológicos y políticos que hacía entre canción y canción. Ante casi todo el gobierno de Cataluña, criticó la actitud mediocre de los políticos con el estatuto y dijo que hacía veinte años que la izquierda social europea había renunciado a transformar la sociedad.
El concierto fue un repaso en una primera parte de su último disco i. para continuar con una recopilación de canciones clásicas de toda su trayectoria. Finalmente, el público dijo adiós a Llach cantando L'Estaca , Laura y Els Segadors, mientras él se iba del escenario caminando entre los asistentes y saludando a todo el que se encontraba. El concierto, emitido por TV3 y que tuvo una audiencia superior a medio millón de personas, se editó en CD y DVD y se convirtió en el último trabajo de Llach, aunque deja la puerta abierta a actuaciones con su piano en pequeños teatros y colaboraciones puntuales.
A finales de 2007 se editó el disco de homenaje Homenatge a Lluís Llach. Si véns amb mi (Picap, 2007) en el que participaron destacadas figuras de la canción internacional.

### Después de la despedida
Dos años después de retirarse de los escenarios, el cantautor Lluís Llach se volvió a sentar al piano para componer la música de Llits, un nuevo espectáculo de Lluís Danés, que se estrenaría el 17 de diciembre de 2009 en el Teatro Nacional de Cataluña (TNC).
Tras el éxito de Tranuites Circus, que también contaba con la música además de la voz, del cantante de Verges (Gerona), Lluís Danés se encontró con un espectáculo multidisciplinar en Llits, al que dio una estructura de musical, donde los intérpretes entonaban canciones como hilo conductor de la obra. Mezclando circo, teatro, danza y música, el nuevo proyecto del dramaturgo reflexiona sobre grandes temas de la vida, como el nacimiento, el sexo, la soledad, la enfermedad o la muerte, a través de todas las camas imaginables, donde el ser humano pasa un tercio de su existencia, según el mismo director.
Para Lluís Llach no es un retorno a la música, sino sólo una «deuda pendiente» con Lluís Danés. Sin prescindir de la marca inevitable de sus melodías, Llach ha creado una música «sorprendente», en opinión de Lluís Danés, que la siente cercana a los barrios bajos, al cabaret y a la feria, pero también con melodías de banda sonora un poco «siniestra». Aunque ha hecho el 80% de la música, Lluís Llach traslada los méritos musicales a Borja Penalba, que se encarga de los arreglos y la producción final.

### Incursión en la política
El 24 de julio de 2015 se anunció que Lluís Llach, firme partidario de la independencia de Cataluña, sería candidato de la coalición independentista Junts pel Sí (JxSí) por la circunscripción de Gerona a las elecciones autonómicas de Cataluña del 27 de septiembre de 2015. Fue elegido diputado del Parlamento de Cataluña, cargo que ejerció hasta el 28 de octubre de 2017.
El 23 de octubre de 2018 fue nombrado por el gobierno de la Generalidad presidente del Consejo Asesor para el Impulso del Foro Cívico y Social para el Debate Constituyente, un órgano consultivo dedicado a fomentar el debate sobre el proceso de autodeterminación y organizar un foro constituyente para sentar las bases de una hipotética República Catalana.
En febrero de 2024, abandonó el ‘gobierno paralelo’ de Puigdemont por sus pactos con el PSOE.

## Estilo e influencias
Aunque ligeramente dependiente de los arreglos de Manel Camp o Carles Cases en sus inicios, Llach ha evolucionado de canciones básicas a piezas de gran complejidad armónica y melódica. De formación autodidacta, utiliza acordes abiertos simples cuando se acompaña a la guitarra. Como pianista, demuestra un sólido conocimiento de la tradición europea de canción culta desde Schubert a Hahn con toques de Satie (Nounou) y sus contemporáneos catalanes como Mompou y Manuel Blancafort (A la taverna del mar). Llach utiliza patrones de salsa (Terra), modulaciones en bloque de un tono (El jorn dels miserables) y progresiones jazzísticas (Cançó d'amor a la llibertat). Varias canciones muestran influencia de la suite de danzas barrocas(Laura, Jo sé, Vinyes verdes vora el mar) y frases en ostinato acompañadas de una poderosa recitación teatral (Non, Somniem).
Entre sus influencias como cantante, Llach ha citado a Mahalia Jackson y Jacques Brel. En sus dos canciones más largas ("Viatge a Itaca" y "Campanades a morts") es patente la influencia del rock sinfónico, aunque Llach realiza una mezcla extraordinariamente personal entre esta influencia y su propio estilo de cantautor.
Sus letras han evolucionado también desde las llamadas a la acción y los temas románticos hacia ciclos de canciones en torno a un concepto o ironías políticas de considerable fineza. El mar y una actitud valiente ante la muerte inevitable son dos de sus temas recurrentes. Llach destaca como musicalizador de poemas de Constantino Cavafis, Màrius Torres, Josep Maria de Sagarra, Pere Quart y, especialmente, de Miquel Martí i Pol.

## Discografía
| - 1969. Els èxits de Lluís Llach - 1970. Ara i aquí - 1972. Com un arbre nu - 1973. Lluís Llach a l'Olympia - 1973. L'Estaca - 1974. I si canto trist - 1975. Viatge a Ítaca - 1976. Barcelona. Gener de 1976 - 1977. Campanades a morts - 1978. El meu amic el mar - 1979. Somniem - 1980. Verges 50 | - 1982. I amb el somriure, la revolta - 1984. T'estimo - 1985. Maremar - 1985. Camp del Barça, 6 de Juliol de 1985 - 1986. Astres - 1988. Geografia - 1990. La forja de un rebelde - 1991. Torna aviat - 1992. Ara, 25 anys en directe - 1993. Un pont de mar blava - 1993. A Bigi, perquè el ballis - 1994. Rar | - 1995. Porrera -Món- - 1997. Nu - 1998. 9 - 2000. Temps de revoltes - 2002. Jocs - 2003. Junts (junto a Josep Carreras) - 2004. Poetes - 2005. Que no s'apague a llum (junto con Feliu Ventura) - 2006. i. - 2007. Verges 2007 |

### Colectivos
- 1984 - La mémoire chantée de Régine Mellac

## Obra literaria

### Novelas
- Memòria d'uns ulls pintats (Editorial Empúries, 2012)
  - Memoria de unos ojos pintados (Seix Barral)
- Les dones de la Principal (Editorial Empúries, 2014)
  - Las mujeres de la Principal (Seix Barral)
- El noi del Maravillas (Editorial Empúries, 2017)
  - El chico del Maravillas (Ediciones Destino)
- Escac al destí (Univers Llibres, 2020)
  - Jaque al destino (Catedral)

### No ficción
- Estimat Miquel (Editorial Empúries, 2014).

## Premios y reconocimientos
- 1982: Creu de Sant Jordi
- 2013: Premio Euskadi de Plata por la versión en castellano de Memòria d'uns ulls pintats (Memoria de unos ojos pintados).
- 2013: Premio de Narrativa Maria Àngels Anglada por Memòria d'uns ulls pintats.
- 2016: Prix Méditerranée por la versión en francés de Memòria d'uns ulls pintats (Les yeux fardés)
- 2017: Doctor honoris causa por la Universidad de Gerona
- 2020: Medalla de Oro de la Generalidad de Cataluña